# Dubie (województwo łódzkie)
Dubie – wieś w Polsce położona w województwie łódzkim, w powiecie bełchatowskim, w gminie Szczerców.
Przez miejscowość przebiega droga wojewódzka nr 480.
Dupie (Dubie) były wsią królewską (tenutą) w powiecie sieradzkim województwa sieradzkiego w końcu XVI wieku W latach 1975–1998 miejscowość administracyjnie należała do województwa piotrkowskiego.